# Robert Stržínek
Robert Stržínek (* 23. listopadu 1968 Valašské Meziříčí) je český politik, od října 2021 poslanec Poslanecké sněmovny PČR, od roku 2020 zastupitel Zlínského kraje, od roku 2014 starosta města Valašské Meziříčí, člen hnutí ANO 2011.

## Život
V letech 1983 až 1987 absolvoval Střední průmyslovou školu elektrotechnickou v Rožnově pod Radhoštěm. Více než dvacet let soukromě podnikal v oblasti informačních technologií a v telekomunikacích. Pracoval v manažerských pozicích ve společnostech Janča V.M. s.r.o. a R&B Tsekki s.r.o. V letech 2011 až 2014 studoval na Ekonomické fakultě Vysoké školy báňské v Ostravě Ekonomiku a management, v roce 2021 ukončil magisterské studium na Vysoká škola podnikání a práva v Ostravě, obor Marketingová komunikace.
Žije ve městě Valašské Meziříčí v okrese Vsetín. Je ženatý, má dvě děti. Mezi jeho záliby patří hudba, cyklistika a lyžování.

## Politické působení
V komunálních volbách v roce 2014 kandidoval za hnutí ANO 2011 a v listopadu 2014 byl zvolen starostou města Valašské Meziříčí. O čtyři roky později v komunálních volbách v roce 2018 post starosty obhájil. V komunálních volbách v roce 2022 kandidoval do zastupitelstva Valašského Meziříčí jako lídr kandidátky hnutí ANO 2011. Mandát zastupitele města se mu podařilo obhájit. Dne 21. října 2022 byl potřetí zvolen starostou města. Za dobu působení na pozici starosty města Valašské Meziříčí (listopad 2014 – dosud) se podařilo realizovat nebo dokončit několik významných záměrů a investic města.
Město zastupuje v několika organizacích. Předsedá Výboru pro strategický rozvoj, investice a dotace (VSRID) Zastupitelstva Zlínského kraje a Radě Dobrovolného svazku obcí Mikroregion Valašskomeziříčsko-Kelečsko. Je místopředsedou společnosti Vodovody a kanalizace Vsetín a.s. Jako člen působí v kontrolním výboru Zastupitelstva Zlínského kraje, správní radě zapsaného spolku Tenisový klub DEZA Valašské Meziříčí a Komisi Energetiky Svazu měst a obcí ČR.
Aktivně se zajímá o témata elektronizace veřejné správy, elektromobilitu, hospodaření s odpady  a energetiku.
V krajských volbách v roce 2020 byl zvolen za hnutí ANO 2011 zastupitelem Zlínského kraje. Ve volbách do Poslanecké sněmovny PČR v roce 2021 kandidoval za hnutí ANO 2011 na 3. místě kandidátky ve Zlínském kraji. Získal 2 948 preferenčních hlasů, a stal se tak poslancem. V rámci Poslanecké sněmovny Parlamentu ČR zastává funkci předsedy Podvýboru pro e - Government a dále je členem Výboru pro veřejnou správu a regionální rozvoj a Podvýboru pro ICT, telekomunikaci a digitální ekonomiku.
V krajských volbách v roce 2024 kandidoval jako člen hnutí ANO do Zastupitelstva Zlínského kraje, mandát krajského zastupitele se mu podařilo obhájit.
Ve sněmovních volbách v roce 2025 kandiduje ze 3. místa kandidátní listiny hnutí ANO ve Zlínském kraji.